# Andrew Yang
Andrew Yang (pronunciación en inglés: /ˈændru jæŋ/; Schenectady, Nueva York, 13 de enero de 1975) es un empresario estadounidense de origen taiwanés, fundador de Venture for America. Yang ha trabajado en emprendimientos y en compañías en etapas iniciales como fundador o ejecutivo. Es autor de Smart People Should Build Things, publicado por HarperCollins, y The War on Normal People, sobre la automatización del trabajo, publicado por Hachette Book Group.
En noviembre de 2017, Yang se postuló para presidente de los Estados Unidos en las elecciones presidenciales de 2020 por el Partido Demócrata.
Yang se convirtió inesperadamente en un candidato destacado en las primarias presidenciales. Su campaña se centró en gran medida en responder al rápido desarrollo de la automatización. Su política distintiva fue el "Dividendo de Libertad", una Renta Básica Incondicional (RBI) de 1000 USD al mes para cada adulto estadounidense como respuesta al desplazamiento laboral por la automatización. A Yang se le atribuye la popularización de la idea de la Renta Básica Incondicional a través de su candidatura y activismo.

## Juventud y educación
Yang nació en Schenectady, New York, hijo de padres inmigrantes de Taiwán. Sus padres se conocieron cuando ambos estaban en la escuela de posgrado en la Universidad de California, Berkeley. Su padre se graduó con un doctorado en física y trabajó en los laboratorios de investigación de IBM y General Electric, generando más de 69 patentes en su carrera. Su madre se graduó con un Master en estadística y más tarde se convirtió en una artista.
Tiene dos hijos y actualmente vive en Manhattan con su esposa Evelyn.

## Carrera
En 1999, después de graduarse de la Facultad de Derecho de Columbia, Yang comenzó su carrera como abogado corporativo en Davis Polk & Wardwell en la ciudad de Nueva York. Dejó la firma en 2000 para lanzar Stargiving.com, un sitio web para la recaudación de fondos filantrópicos afiliados a celebridades. Stargiving.com obtuvo algo de capital de los inversores, pero se retiró en 2001. Posteriormente, Yang se unió a una empresa de software de atención médica, MMF Systems, Inc., como su Vicepresidente y tercer empleado.

### Manhattan Prep
Después de trabajar en la industria de la salud durante cuatro años, Yang dejó MMF Systems para reunirse con su amiga Zeke Vanderhoek en una pequeña empresa de preparación de exámenes, Manhattan Prep. En 2006, Vanderhoek le pidió a Yang que asumiera el cargo de CEO. Mientras que él era el CEO de Manhattan Prep, la compañía proporcionó principalmente la preparación de la prueba GMAT. La compañía se expandió de cinco a 69 ubicaciones y fue adquirida por Kaplan en diciembre de 2009. Yang renunció como presidente de la compañía a principios de 2012.

### Postulación como candidato demócrata
En noviembre de 2017, Yang se postuló para presidente de los Estados Unidos en las elecciones presidenciales de 2020 por el Partido Demócrata. Yang, participante en numerosos debates entre los diferentes candidatos demócratas, se retiró de la carrera presidencial en febrero de 2020, tras la celebración de las primarias demócratas en Nuevo Hampshire.

### Precandidato a alcalde de Nueva York
El 14 de enero de 2021 anunció su carrera por la alcaldía de la Ciudad de Nueva York, con el respaldo del congresista demócrata Ritchie Torres. Como ejes de su candidatura presentó la lucha contra la pobreza y la recuperación pos-covid.

## Posiciones
Andrew Yang se ha hecho conocido por proponer pagar 1.000 dólares estadounidenses a cada ciudadano estadounidense mayor de 18 años al mes, como respuesta al reemplazo de humanos por robots en puestos de trabajo de múltiples industrias como el transporte o la manufactura.

## Controversias
Andrew Yang es fuertemente criticado por no haber votado nunca en las elecciones de la alcaldía de Nueva York, a pesar de llevar veinticinco años viviendo en la ciudad.
También ha recibido críticas por abandonar su residencia en Manhattan gran parte del tiempo durante el año 2020 por la pandemia de Covid-19 y reubicarse junto a su familia en una segunda residencia en el norte del estado de Nueva York.